# 두업 (군도)
두업(杜業, ? ~ 1년)은 전한 말기의 관료로, 자는 군도(君都)이며, 경조윤 두릉현(杜陵縣) 사람이다. 어사대부 두연년의 손자이다.

## 생애
건소 5년(기원전 34년), 아버지 두완의 뒤를 이어 건평후(建平侯)에 봉해졌다.
홍가 원년(기원전 20년), 태상에 임명되었으나 7년 후 면직되었다.
건평 4년(기원전 3년), 다시 태상이 되었으나 3년 후 상당도위로 좌천되고 그 해에 죽었다. 시호를 강(荒)이라 하였고, 아들 두보가 작위를 이었다.

## 출전
- 반고, 《한서》
  - 권17 경무소선원성공신표
  - 권19하 백관공경표 下
  - 권60 두주전

| 전임 사습 | 전한의 태상 기원전 20년 ~ 기원전 13년 | 후임 소존 |

| 전임 유상 | 전한의 태상 기원전 3년 ~ 기원후 1년 | 후임 병창 |

| 선대 아버지 건평효후 두완 | 전한의 건평후 기원전 33년 ~ 기원후 1년 | 후대 아들 두보 |